# الصور النمطية للعرب والمسلمين في الولايات المتحدة
الصور النمطية للعرب والمسلمين في الولايات المتحدة قُدّمت في أشكال مختلفة من قبل وسائل الإعلام الجماهيرية في الثقافة الأمريكية. وغالبًا ما يتجلى تمثيل الصور النمطية للعرب في وسائل الإعلام والمجتمع والأدب والمسرح وغيرها من أشكال التعبير الإبداعي. هذا التصوير، كان له أثر تاريخي وسيء في الغالب، وتداعيات سلبية على الأميركيين العرب والمسلمين في الحياة اليومية والأحداث الجارية. حتى في الكتب المدرسية الأمريكية ظهرت أيضًا صور نمطية سلبية وغير دقيقة للعرب والمسلمين.